# Casa del Labrador
Casa del Labrador är ett slott i Spanien.   Det ligger i provinsen Provincia de Madrid och regionen Madrid, i den centrala delen av landet, 40 km söder om huvudstaden Madrid. Casa del Labrador ligger 498 meter över havet.
Terrängen runt Casa del Labrador är platt västerut, men österut är den kuperad. Casa del Labrador ligger nere i en dal. Runt Casa del Labrador är det ganska glesbefolkat, med 43 invånare per kvadratkilometer. Närmaste större samhälle är Aranjuez, 1,7 km sydväst om Casa del Labrador. Trakten runt Casa del Labrador består till största delen av jordbruksmark.